# Кубок світу з боротьби 2010
Кубок світу з боротьби 2010 — змагання, що проводились 2010 року під патронатом Міжнародної федерації боротьби (FILA). Змагання в класичному стилі відбулися 13-14 лютого в Єревані, Вірменія. Змагання у вільному стилі серед чоловіків відбулися 6-7 березня в місті Москва, Росія, а серед жінок — 27-28 березня в Нанкіні, Китай.

## Класичний стиль
| №  | Країна       |
| -- | ------------ |
|    | Іран         |
|    | Туреччина    |
|    | Вірменія     |
| 4. | Росія        |
| 5. | Грузія       |
| 6. | Куба         |
| 7. | Угорщина     |
| 8. | Швеція Данія |

### I-VIII
| Вага   |                   |                       |                    | 4.               | 5.                 | 6.                 | 7.                  | 8.                          |
| ------ | ----------------- | --------------------- | ------------------ | ---------------- | ------------------ | ------------------ | ------------------- | --------------------------- |
| 55 кг  | Роман Амоян       | Ґуставо Баларт        | Петер Модош        | Мухаммед Фаґірі  | Лаша Гогітідзе     | Назир Манкієв      | Іван Татарінов      | Айган Каракус Гаммет Рустем |
| 60 кг  | Омід Норузі       | Реваз Лашхі           | Рахман Біліджі     | Ваган Джугарян   | Заур Курамагомедов | Кріштіан Яґер      | Фредерік Б'єррегуус | Сонер Суцу                  |
| 66 кг  | Саєд Абдевалі     | Армен Адікян          | Антон Мамаґейшвілі | Балінт Корпаші   | Мігран Арутюнян    | Рефік Айвазоглу    | Матіас Ґюнтер       | Александр Касаль            |
| 74 кг  | Арсен Джулфалакян | Майлі Рауль Консуеґра | Ренато Кун         | Шереф Тюфенк     | Сельджук Чебі      | Руслан Бєлхороєв   | Марк Мадсен         | Гамід Рейгані               |
| 84 кг  | Назмі Авлуджа     | Арсен Качабрішвілі    | Талеб Нематпур     | Пабло Шорі       | Денис Форов        | Олексій Мішин      | Зсолт Дайка         | Джим Петтерссон             |
| 96 кг  | Балаж Кішш        | Армен Геґамян         | Бабак Ґорбані      | Ахмет Таджилдіс  | Рустам Тотров      | Амір Аліакбарі     | Ясмані Луго         | Сосо Джабідзе               |
| 120 кг | Юрій Патрикеєв    | Риза Каяалп           | Юган Еурен         | Олександр Анучін | Ясмані Акоста      | Башир Бабаджанзаде | Міхай Деак-Бардош   | Дімітрій Джавачішвілі       |

### IX-XI
| Вага   | 9.                 | 10.             | 11.            |
| ------ | ------------------ | --------------- | -------------- |
| 55 кг  | —                  | Еміль Сундберґ  | —              |
| 60 кг  | Майкел Ламот       | Максим Мордовін | —              |
| 66 кг  | Сежран Сімонян     | Манучар Цхадая  | —              |
| 74 кг  | Геннадій Гогішвілі | Олексій Іванов  | —              |
| 84 кг  | Хабіболла Ахлагі   | Армен Грігорян  | Тигран Сагакян |
| 96 кг  | Дженк Ільдем       | Максим Сафарян  | —              |
| 120 кг | —                  | —               | —              |

## Вільний стиль — чоловіки
| №  | Країна      |
| -- | ----------- |
|    | Росія       |
|    | Іран        |
|    | Азербайджан |
| 4. | Україна     |
| 5. | Білорусь    |
| 6. | США         |
| 7. | Туреччина   |
| 8. | Узбекистан  |

## Вільний стиль — жінки
| №  | Країна      |
| -- | ----------- |
|    | КНР         |
|    | США         |
|    | Японія      |
| 4. | Україна     |
| 5. | Росія       |
| 6. | Монголія    |
| 7. | Канада      |
| 8. | Азербайджан |